# طاعون رئوي
الطاعون الرئوي أو طاعون ذات الرئة (بالإنجليزية: pneumonic plague)‏ وهو نوع شديد من التهاب الرئة، وهو أحد ثلاثة أشكال رئيسية من الطاعون، والتي تسببها بكتيريا يرسينيا بيستيس. ويعتبر أكثر ضراوة وأندر من الطاعون الدبلي. إن الفرق بين أشكال الطاعون هو ببساطة موقع العدوى في الجسم؛ فالطاعون الدبلي تنتقل عدواه عبر الجهاز اللمفاوي، بينما الطاعون الرئوي فالعدوى تنتقل إلى الجهاز التنفسي، وأما طاعون إنتان الدم هو عدوى تسير في مجرى الدم.
عادة الطاعون الرئوي ينتج بسبب انتشار من إصابة أولية بالطاعون الدبلي. والطاعون الرئوي الأولى ينتج عن استنشاق قطرات معدية دقيقة يمكن أن تنتقل من الإنسان إلى آخر دون مشاركة من حيوان كالبراغيث أو القوارض إو حيوانات أخرى. إن حالات الإصابة بالطاعون الرئوي غير المعالجة  لديها معدل وفيات من 90-100%.

## علامات وأعراض
العرض الأكثر وضوحا من أعراض مرض الطاعون الرئوي هو السعال في كثير من الأحيان مع نفث الدم (سعال الدم). مع الطاعون الرئوي، أول علامات المرض هي الحمى والصداع والضعف العام والتهاب رئوي متسارع مع ضيق في التنفس، ألم في الصدر، السعال وأحيانا البلغم يكون دموي أو مائي.
علامات الالتهاب الرئوي تستمر وتتطور لمدة يومين إلى أربعة أيام وقد يسبب فشل الجهاز التنفسي والصدمة. المرضى يموتون بسرعة دون العلاج المبكر بعضهم في غضون 36 ساعة.
الأعراض الأولية للطاعون الرئوي غالبا ما تشمل ما يلي:
- حمى
- ضعف
- الصداع
- الغثيان
- الالتهاب الرئوي متنامي بسرعة
- ضيق في التنفس
- ألم في الصدر
- السعال
- بلغم دموي أو مائي (اللعاب وإفرازات من المسالك التنفسية).

## الانتشار
الطاعون الرئوي يمكن أن يحدث بطريقتين: الابتدائي الذي ينتج عن استنشاق رذاذ به بكتيريا الطاعون أو الثانوي عندما ينتشر طاعون انتان الدم (Septicaemic Plague) في أنسجة الرئة منقولا من مجرى الدم. الطاعون الرئوي هو ليس حصرا من الأمراض المنقولة بالنواقل مثل الطاعون الدبلي؛ بدلا من ذلك يمكن أن ينتشر من شخص إلى آخر. كانت هناك حالات من الطاعون الرئوي الناتج عن تشريح أو التعامل مع الأنسجة الحيوانية الملوثة. هذا هو نوع واحد من الطاعون المعروف سابقا باسم الموت الأسود.

## العلاج
الطاعون الرئوي هو عدوى عدوانية جدا التي تتطلب العلاج المبكر. المضادات الحيوية يجب أن تعطى في غضون 24 ساعة من ظهور الأعراض الأولى للحد من خطر الموت. ستربتوميسين، جنتاميسين، التتراسكلين والكلورامفينيكول كلها فعالة ضد الطاعون الرئوي.
العلاج بالمضادات الحيوية لمدة سبعة أيام سوف يحمي الناس الذين لديهم، اتصال مباشر وثيق مع المرضى المصابين. ارتداء القناع الجراحي المناسب سوف يحمي من العدوى.
معدل الوفيات التي نتجت من دون علاج الطاعون الرئوي تقترب من 100%.

## علم الأوبئة
منذ عام 2002، منظمة الصحة العالمية (WHO) قد ذكرت سبعة تفشيات للطاعون، على الرغم من أن البعض قد لا يتم الإبلاغ عنها لأنها غالبا ما يحدث في المناطق النائية. بين عامي 1998 و 2009 ما يقرب من 24000 من الحالات التي تم الإبلاغ عنها، بما في ذلك حوالي 2000 حالة وفاة في أفريقيا، آسيا، الأمريكتين، أوروبا الشرقية. ثمانية وتسعين بالمائة من الحالات تحدث في أفريقيا.

### الهند
في أيلول/سبتمبر 1994، شهدت الهند تفشي الوباء الذي قتل 50 شخصا وتسبب في تعليق السفر إلى نيودلهي عن طريق الجو حتى كان الوباء تحت السيطرة. اندلاع الوباء كان يخشى أن يكون أسوأ بكثير لأن أعراض الطاعون تشبه بشكل سطحي الأمراض الشائعة الأخرى مثل الأنفلونزا والتهاب الشعب الهوائية. أكثر من 200 شخص تم تطبيق الحجر الصحي عليهم ثم إطلاق سراحهم عندما لم يثبت الاختبار إيجابية الطاعون. جميع الوفيات ما عدا اثنتين وقعت حول مدينة سورات.

### الصين
نجحت جمهورية الصين الشعبية في القضاء على مرض الطاعون الرئوي من كل أجزاء الدولة، ولكن هناك تقارير تصل عن حالات فردية مصابة في المناطق الغربية النائية حيث ينقل المرض عن طريق الجرذان وحيوان المرموط والتي تعيش عبر هضبة التبت. تفشي المرض يمكن أن يحدث عندما يأكل شخص حيوان مرموط مصاب بالمرض أو يكون على اتصال مباشر مع البراغيث المنقولة بواسطة الفئران. في عام 2006 قدمت منظمة الصحة العالمية تقريرا من اجتماع دولي حول الطاعون والذي استشهدت فيه بخبراء المرض التابعين للحكومة الصينية الذين قالوا إن معظم حالات الطاعون في شمال غرب الصين تحدث عندما يتلوث الصيادين أثناء سلخ الحيوانات المصابة.
وقال الخبير في ذلك الوقت أنه نظرا إلى بعد المنطقة فإن المرض قد قتل أكثر من نصف المصابين. وقال التقرير أيضا أنه منذ عام 1990، كان هناك ارتفاع في حالات الطاعون في البشر من أقل من 10 في عقد الثمانينات إلى ما يقرب من 100 حالة في عام 1996 و 254 في عام 2000. الإحصاءات الرسمية التي نشرتها وزارة الصحة الصينية على موقعها الرسمي لم تظهر أي حالات الطاعون في عام 2007 و 2008.[بحاجة لمصدر] في أيلول/سبتمبر 2008 مات شخصان في شرق التبت من الطاعون الرئوي.
في الآونة الأخيرة من تفشي المرض في الصين والتي بدأت في آب/أغسطس 2009 في بلدة زيكيتان التي تقع في مقاطعة تشينغهاي. كانت المدينة مغلقة والعديد من الناس لقوا حتفهم نتيجة المرض. وفقا للمتحدث باسم منظمة الصحة العالمية فيفيان تان من مكتب المنظمة في بكين: «في مثل هذه الحالات في آب أغسطس 2009، نحن نشجع السلطات على تحديد الحالات للتحقيق في أي أعراض مشبوهة بين الاشخاص المتجاورين، ولعلاج الحالات المؤكدة في أقرب وقت ممكن. حتى الآن أنها فعلت ذلك بالضبط. كانت هناك حالات متفرقة ذكرت في جميع أنحاء البلاد في السنوات القليلة الماضية وبالتالي فإن السلطات لديها الخبرة في التعامل مع هذا.»
في سبتمبر عام 2010 كانت هناك تقارير عن خمس حالات من الطاعون الرئوي في التبت.
في السابع عشر من تموز/يوليو عام 2014، ذكرت وسائل الإعلام الصينية حالة واحدة وجدت في قانسو.

### بيرو
في آب/أغسطس 2010، وزير الصحة البيروفي أوسكار أوغارتي أعلن أن تفشي وباء الطاعون تسبب في قتل شاب في الرابعة عشر من عمره وقد أصاب ما لا يقل عن 31 شخصا في المقاطعة الشمالية الساحلية. الولد توفى من الطاعون الدبلي في 26 تموز/يوليو 2010. أوغارتي ذكر أن السلطات فحصت صادرات  السكر والسمك من مقاطعة أسكوب، التي تقع على بعد حوالي 325 ميل (520 كم) شمال غرب مدينة ليما، ليست بعيدة عن شاطئ شيكاما الشعبي. معظم الإصابات في بيرو كانت من الطاعون الدبلي مع أربع حالات من الطاعون الرئوي.
سجلت أول انتشار للطاعون في بيرو في عام 1903. والأخير كان  في عام 1994 وقد قتل 35 شخصا.

### مدغشقر
تفشى الطاعون في تشرين الثاني/نوفمبر 2013، حدث في جزيرة مدغشقر. اعتبارا من 16 كانون الأول/ديسمبر، 89 شخصا على الأقل أصيبوا، مع 39 حالة وفاة مع اثنين على الأقل من الحالات التي تنطوي على الطاعون الرئوي. غير أن ما يصل إلى 90% من الحالات التي  كانت قد ذكرت في وقت لاحق تشاركت  الطاعون الرئوي. منظمة الصحة العالمية ومعهد باستور كانوا قد شاركوا في إعداد المضادات الحيوية في محاولة لوقف انتشار المرض.

### الولايات المتحدة
يوم 2 نوفمبر 2007 عالم الحياة البرية والأحياء إريك يورك مات من الطاعون الرئوي في متنزه غراند كانيون الوطني. نيويورك حينما تعرض للبكتيريا حين تم إجراء التشريح على جثة أسد الجبال.
في 10 يوليو عام 2014 نشرت قصة في الأخبار على الإنترنت من إعداد كيث كوفمان من رويترز، وظهرت على موقع MSN الاخباري في الولايات المتحدة، وذكر أن رجلا من كلورادو والذي كانت حالته غير معلومة، أنه شخص بالطاعون الرئوي. لقد وجد أن الرجل أصيب بالمرض بعد وفاة كلب العائلة بشكل غير متوقع والتشريح التي أجري عليه وكشف أنه قد مات من المرض الذي ينتشر عند البراغيث التي تم استضافتها من قبل القوارض (في الغالب كلاب البراري) والتي قد انتشرت إلى مكان آخر مجاور للمكان عندما مات المصاب الأول به. الطاعون الرئوي وجد في غرب الولايات المتحدة، وفقا لمركز السيطرة على الأمراض.
اعتبارا من 18 يوليو 2014، أكثر من ثلاثة حالات تم الإبلاغ عنها في ولاية كولورادو. غير أن اندلاع المرض يبدو أنه قد توقف، وفقا للمسؤولين في الدولة. كان سبب الاندلاع من قبل كلب بيتبول.